# Seyminhol
Pour l’article ayant un titre homophone, voir Séminole.
Seyminhol est un groupe de metal progressif mélodique français, originaire d'Algrange, en Moselle. Les albums du groupe sont souvent sous la forme d'un concept et ont pour thème une période de l'histoire, avec un chant majoritairement en anglais. Seyminhol compte 23 000 albums vendus depuis ses débuts[source insuffisante] (les ventes de démos et EP ainsi que les téléchargements n'entrent pas dans ce comptage), ce qui constitue un bilan notable pour un groupe peu soutenu par l'industrie musicale.

## Biographie

### Débuts (1989–1996)
Le groupe se forme en 1989 à Algrange, en Moselle. À l'origine, il s'appelait Spirith, et était composé de Christophe Billon-Laroute à la basse, de Dominique Calastretti au chant, de David Papp à la batterie et d'Eric Perron à la guitare. La formation se modifie considérablement en 1992 avec l'attribution du poste de batteur à Dominique Calastretti en remplacement de David Papp et la venue de Marco Smacchi qui assurera la deuxième guitare. Kevin Kazek, quant à lui, prend le poste de chanteur. Très vite, le groupe change de nom et décide de s'appeler Seminole en l'honneur d'une tribu indienne originaire de Floride. Ce nom sera ré-orthographié Seyminhol pour faciliter la création d'un logo équilibré. Un an seulement après ces changements de formation, le groupe sort une première démo, Poussière de Lune, enregistrée en 1993 par Christian Brémont à Sancy, en Meurthe-et-Moselle. Commence ensuite une série de concerts qui permet au groupe de se faire connaître en Lorraine et au Benelux : première partie de Vulcain en 1993 à Algrange, concert à Arlon, en Belgique, à Bascharage et à Mondorff au Luxembourg, à Thionville et à Nancy (Petit Zinc).
Durant cette période, le style de Seyminhol est fortement influencé par leurs idoles des années 1980-début 1990 et flirte surtout du côté du rock français et du rock alternatif (OTH, Les Shérifs et Noir Désir). L'essentiel des compositions est assuré par Eric Peron. Fin 1995, Seyminhol entre en studio pour produire son premier EP, Thunder in the Dark, enregistré par Gilles Kaufmann, chanteur des Toys, au studio Linster (Luxembourg). Thunder in the Dark contient 5 titres parmi lesquels le titre Sophie chanté en français. Cet EP sort début 1996 est reçoit un accueil chaleureux. La presse spécialisée : magazines Hard Force et Hard 'n' Heavy encourage le groupe à poursuivre ses efforts. Seyminhol est alors livré à lui-même et ne reçoit le soutien d'aucune structure professionnelle. Seul Rudy Lenners (ancien batteur de Scorpions) rencontré en Belgique croit au potentiel du groupe. Les albums sont diffusés de main en main et placés en dépôt vente dans quelques magasins de la région : Discoshop et 5150 à Thionville, chez Carlos au Burin musique à Metz et à la FNAC. Ils en écouleront 500 exemplaires ce qui est très encouragent pour un premier EP auto-produit par un groupe amateur[réf. nécessaire]. Peu de temps après, quelques tensions naissent au sein du groupe et Marco Smacchi décide de claquer la porte. Ces tensions résultent d'un mauvais contrat signé avec une société de production cannoise (IMS) qui presse un CD promotion deux titres du groupe avec lequel elle espère décrocher des contrats en live. Il s'agit en fait d'un montage financier servant à enrichir le gestionnaire de la société.

### Nouveau souffle (1997–1999)
Sollicités par leurs amis et leurs fans de la première heure et fort du soutien de la municipalité d'Algrange, les Seyminhol décident de se remettre en selle et de préparer un album complet. Régis Reinert remplace Marco Smacchi et apporte un nouveau souffle au groupe. Son influence musicale - très bluesy - se ressentira d'ailleurs lors de la composition d'Indian Spirit, qui sort en 1999. L'EP est enregistré par Jean Paul Rigot à Nancy et contient 6 titres. Une fois encore, un morceau est proposé en français, Seul Dieu reste fidèle. À l'origine prévu comme un véritable album, ce disque s'avère être beaucoup plus hard rock que son prédécesseur.
Un titre, Fury of the North, préfigure l'avenir du groupe dans sa « période Viking ». Là aussi, les fans, les amis du groupe et les magazines spécialisés font un bon accueil à Indian Spirit,,. Alain Ricard, de Brennus Music, choisit de distribuer le disque sans proposer un véritable contrat au groupe, estimant qu'il doit encore faire ses preuves. Au même moment, Chris Billon-Laroute et Dominique Calastretti décident de quitter la formation pour monter un projet parallèle avec des ex-membres de Nao Faz Mal. Seyminhol choisit donc de prendre un peu de recul pour mieux envisager l'avenir. À ce jour, 450 exemplaires d'Indian Spirit ont été vendus[réf. nécessaire], et plusieurs chansons écrites pour figurer sur ce disque n'ont jamais été diffusées.

### Nordic Tales(2000–2001)
Au cours de cette pause, Kevin prend des cours de chant au conservatoire de Metz avec une chanteuse Soprano en devenir, Christina Ditsch (Christina Carvin) et chante pour un groupe de metal progressif appelé Heresy avec lequel il enregistre un EP et un deux titres sous la houlette de Michel Altmeyer (Troll). À cette occasion, Kevin se lie d'amitié avec Nicolas Pelissier qui occupe le poste de claviériste, mais qui est également guitariste et compositeur de la majeure partie des morceaux. Kevin débauche Nicolas et, ensemble, ils décident de relancer Seyminhol courant 2000. Eric Perron et Christophe Billon-Laroute sont bien sûr de la partie et Marco Smacchi fait également son grand retour à la guitare. Seul le poste de batteur reste vacant. Seyminhol auditionne quelques musiciens et c'est Julien Truttmann qui décroche le poste devenant le plus jeune membre (il est alors âgé de 16 ans) de la formation. Le groupe adopte un style plus heavy metal et s'oriente vers la fresque épique et historique. Kevin Kazek, préparant une maîtrise en histoire, propose aux membres de Seyminhol de mêler faits historiques et mythologie nordique dans le but de créer un concept dans l'esprit des albums de Blind Guardian, Gravedigger et de Rhapsody.
L'EP Nordic Tales est publié en 2001. Il est enregistré au studio Kirk Production à Ay-sur-Moselle par Gilles Kaufmann, et propose 4 morceaux qui s'enchainent pour former une longue chanson épique. La musique est beaucoup plus mélodique grâce aux claviers de Nicolas Pelissier, plus musclée aussi grâce au jeu de batterie de Julien Truttmann, mais toujours accompagnée d'excellents soli de guitare qui sont l'œuvre de Marco. Le titre At the Back of Thunder rappelle le titre éponyme de l'EP Thunder in the Dark. La pochette est signée Gengis Khan Artwork, et retranscrit parfaitement l'ambiance mythologique de l'album. Ici, Seyminhol pousse le perfectionnisme jusqu'à inclure des passages vocaux en langue scandinave chantés par Marc Etmanski, des chœurs féminins assurés par Déborah Hofer et des samples d'instruments traditionnels. Cette réalisation ambitieuse est très bien accueillie par la presse spécialisée,, et le groupe décroche enfin un premier contrat chez Brennus Music à condition de pouvoir proposer un véritable album.

### Northern Recital(2002–2003)

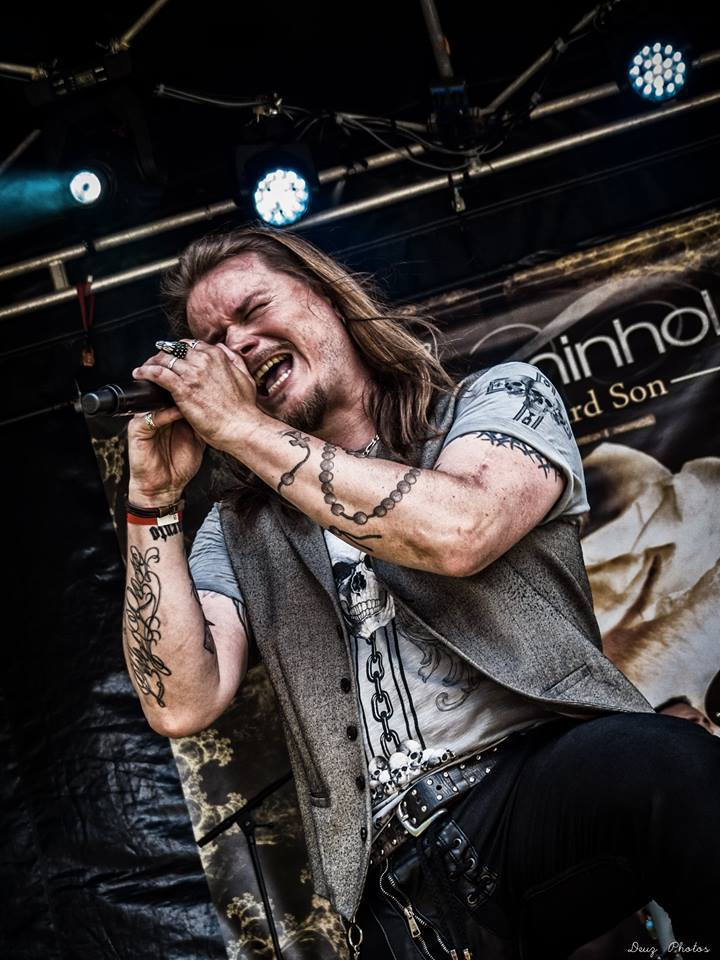
Kévin Kazek, chanteur du groupe Seyminhol

Fort de son succès auprès de la presse metal et fier de la signature d'un contrat avec le label Brennus Music qui travaille en partenariat avec le distributeur Musea, Seyminhol entre à nouveau au studio Kirk Production pour compléter les quatre titres de Nordic Tales et créer un véritable album-concept de onze morceaux, intitulé Northern Recital. L'album s'articule autour de trois parties, The Story of a Fallen Chief, The Past Legacy et The Flail of the North (qui reprend les quatre titres de Nordic Tales mais en les améliorant). La pochette et le livret sont, une nouvelle fois, réalisés par Gengis Kahn Artwork. Il comprend des illustrations soignées par chapitre, toutes les paroles des chansons et l'histoire intégrale de l'album en français et en anglais. L'opus sort en avril 2002, et est distribué sur l'ensemble du territoire français,, par Musea. Il permet à Seyminhol d'obtenir sa place en première partie de groupes prestigieux tels Royal Hunt, Blaze Bayley, Loudblast, Clawfinger, Vanden Plas courant 2002-2003 ou encore de participer au festival Guardians of Metal à Strasbourg en 2004 en compagnie de Virgin Steele. Seyminhol gagne en notoriété et en crédibilité et est considéré comme un espoir de la scène metal française. L'album bénéficie aussi d'un pressage russe et d'un re-pressage finlandais ce qui permet même au groupe de bien se positionner dans les classements. Northern Recital, avec les pressages étrangers, s'écoule à plus de 12 500 exemplaires[réf. nécessaire]. Pour assurer la diffusion de l'album en Russie, Seyminhol et le label Brennus cèdent tous les droits à un distributeur étranger. Celui-ci vendra beaucoup de disques en Europe du nord et pressera l'album avec un packaging adapté. Le viking metal joué par Seyminhol, teinté de heavy metal symphonique, fait beaucoup d'adeptes qui retrouve une imagerie développée en son temps par Manowar. Dans le cadre de cette transaction, Seyminhol ne touche que 500 dollars mais le nom circule en Russie, en Finlande et même dans certains pays d'Asie[réf. nécessaire].
C'est alors que des querelles resurgissent au sein de la formation pour des questions d'ordre musical. Marco Smacchi décide de claquer une nouvelle fois la porte car il préfèrerait proposer une musique plus influencée par la New wave of British heavy metal et des groupes comme Malmsteen, Iron Maiden ou Saxon[réf. nécessaire]. L'usage du clavier et l'apport symphonique ne plaisent pas à tout le monde. Dans la foulée, Eric Peron arrête, lui-aussi, l'aventure Seyminhol. Une page se tourne définitivement dans l'histoire du groupe puisque Eric et Marco étaient très complémentaires dans leur jeu. Ce sont eux qui ont apporté les premières touchent hard rock au sein de Seyminhol. Au cours de l'année 2008, ils formeront d'ailleurs au Luxembourg un projet hard'n'heavy traditionnel intitulé Casus Belli. Cyril Vincent puis Régis Reinert assurent donc les parties guitares en concert, puis Seyminhol choisit de sampler les claviers de Nicolas Pélissier qui devient naturellement le principal compositeur. Dès lors, il prend le poste de guitariste à plein temps, un instrument qu'il pratique depuis de nombreuses années et devient officiellement le nouveau guitariste du groupe. En pleine tourmente judiciaire, la date de sortie du premier album est reportée et un arrangement à l'amiable doit s'envisager avec les anciens membres du groupe[réf. nécessaire]. C'est un gros coup dur pour Seyminhol, mais de belles opportunités en live lui permettent de surmonter ces épreuves. Au début de 2004, la composition d'un nouvel album commence, et celui-ci est présenté comme la suite de Northern Recital. L'ensemble est toujours inspiré par des faits historiques centrés sur la civilisation scandinave, notamment la lutte de l'empereur Charlemagne face à la menace danoise. La musique fait la part belle aux instruments typiques (bagpipe, violon, etc.), les chœurs sont plus présents et une chorale ouvre l'album. Des interludes séparent les titres entre eux et Déborah Hofer pose sa voix sur Breath of Fate en duo avec Kévin Kazek[réf. nécessaire].

### Septentrion's Walk(2004–2007)
Septentrion's Walk est enregistré au studio Kirk Production par Gilles Kaufmann entre septembre et novembre 2004. Il sort en 2005 sous la forme d'un double digipack très soigné avec une pochette et un livret réalisés par Gengis Kahn Artwork, les paroles des chansons et l'histoire détaillée en français et en anglais. Le premier CD comprend l'album Septentrion's Walk, articulé autour de trois parties, Thorgis Last Peregrination, When the North is Raging et The Wary Ravens of Hroptatyr. Il commence là où Northern Recital s'arrête. Le deuxième CD reprend un titre en français, La 7e Croisade, composé à l'origine pour la compilation French Steel, une version radio edit d'un titre de Northern Recital et son clip ainsi que divers contenus comme des fonds d'écran ou des photos inédites. Pour beaucoup, Seyminhol atteint un niveau de perfection avec ce disque ce qui lui vaut la sympathie d'Andy Kuntz (Vanden Plas). Ce dernier conseille d'ailleurs au groupe de s'orienter vers une signature avec LMP, mais à condition de réenregistrer la totalité de l'album en Allemagne sous sa direction. Seyminhol est à un tournant décisif de sa carrière et le choix qui sera fait aura beaucoup d'impact sur la suite des évènements. La proposition d'Andy Kuntz, quoi que alléchante, est poliment refusée car les fonds à réunir pour cette belle opportunité n'existe tout simplement plus. Certes, cela permettrait à Seyminhol de franchir une étape importante, certes, la porte du marché allemand pourrait offrir de belles perspectives mais les moyens pour y arriver sont conséquents. Le choix de re-signer chez Brennus Music s'impose donc tout naturellement. L'album se vend autour des 2 500 exemplaires pour le seul territoire français, mais souffre d'un manque de publicité (pas de contrats de licence pour ce disque, peu de communication, etc.). Les ventes ne décollent pas malgré des articles très élogieux dans plusieurs magazines de métal,,,,, des premières parties remarquables avec Vanden Plas, Samael, Dyslesia, Nightmare, Paul Di'Anno ou Blaze Bayley et la sollicitation club Drouot à Paris pour un concert exceptionnel. Avec le recul, Septentrion's Walk s'est avéré être un disque beaucoup trop ambitieux. Toutes les économies du groupe y sont passées et moralement les membres sont au plus bas.
Les fans de la première heure, eux, répondent toujours présents. Par gratitude, le groupe propose à chaque concert une large gamme de produits merchandising, allant de l'ensemble de leur discographie aux posters en passant par les porte-clés, les photos, les autocollants et les inévitables tee-shirt. La notoriété de Seyminhol évolue positivement notamment en live avec des reprises remarquées de Europe, Van Halen et Manowar mais, lassé du peu de reconnaissance rencontrée par le groupe auprès des professionnels du monde de la musique et des médias nationaux généralistes, Kevin décide de quitter la formation pour se consacrer à sa carrière solo et à ses études. Il participe en tant que chanteur à d'autres projets musicaux comme Edenn avec Régis Reinert (pop-rock française) ou Lord Siggi's Nothung (Metal épique baroque) en Allemagne aux côtés de Siegfried Schussler (Messenger) et, surtout, d'Alexander Landerburg qui deviendra bientôt batteur d'Annihilator, d'Axxis et de Rhapsody. Après avoir enregistré une démo, participé à une compilation et joué au festival folklorique de Worms, Kevin se rapproche de nouveau de Seyminhol qui s'apprêtait à embaucher un nouveau frontman en la personne de Laurent Fabisz (Kryzees).

### Ov Asylum(2008–2013)
Courant 2008, Seyminhol reprend le chemin du studio avec un nouveau projet en tête. Kevin Kazek propose au groupe un album plus sombre, basé sur l'univers psychiatrique et les pulsions autodestructrices de son personnage principal appelé Doctor Badgood. L'album Ov Asylum, est une fois encore enregistré par Gilles Kaufmann. Il est publié en mars 2009 et comprend neuf titres. Le style musical n'est plus du tout épique mais beaucoup plus brutal, plus percutant, proche du trash par moments. Ce disque retranscrit avec beaucoup de hargne la mentalité torturée du personnage de l'histoire et l'état d'esprit des membres du groupe lassés du peu de soutien qu'ils reçoivent. L'album, distribué par Socadisc, est relativement bien accueilli par la presse spécialisée,,,, et les adeptes d'un métal plus direct. Toutefois, les ventes s'avèrent catastrophiques et Brennus tire la sonnette d'alarme. Certains fans de la première heure n'hésitent pas à retourner au label l'album expliquant qu'il ne reconnaisse pas le groupe qu'ils avaient découverts sur Northern Recital. Seyminhol espérait compenser la perte des fans du style « viking » par la venue d'un public aux influences plus modernes. Malgré quelques festivals et des  premières parties réussies auprès de Mass Hysteria, Crucified Barbara et de leurs amis d'Insane, l'album ne décolle pas. Le look gothique adopté par les membres, l'usage de pseudonymes qui, pourtant, avaient un but précis dans le concept développé ainsi que le livret très noir de l'album sont abondamment critiqués par une partie des aficionados de la première heure. Certains journalistes parlent même de sabordage organisé.
Après les concerts qui suivent la sortie de Ov Asylum, Seyminhol se retire des circuits et chaque membre participe à divers projets musicaux. Snaked est un groupe de Sleaze rock monté autour de Julien Truttmann, Kévin Kazek et Christophe Billon-Laroute avec Régis et Luc Reinert aux guitares (l'ancien batteur de Scorpions, Rudy Lenners se chargera de produire ce disque resté confidentiel). Casus Belli voit Marco Smacchi et Eric Peron de nouveau réunis autour de Kevin Kazek dans un projet heavy metal très racé. À cette occasion, le groupe jouera pour les qualifications du Wacken 2010 au Luxembourg, puis ouvrira pour U.D.O. et Axxis à Steinfurt. Velvet Cadillac permet à Dominique Calastretti et à Chris Billon-Laroute d'expérimenter des reprises punk-rock, tandis que Symakya voit le jour autour de Kévin, Matthieu Morand (Elvaron) et Thomas Das Neves (Heavenly) dans un registre progressif metal à tendance symphonique. Olivier Lapauze enregistrera un solo sur cet album mixé et masterisé en Suède. Cette période est vraiment très particulière pour les membres de Seyminhol qui, sans prévoir de se séparer, privilégient leur carrière personnelle et les nouvelles rencontres. Nico, quant à lui, reste serein et compose en vue d'un éventuel retour de Seyminhol tout en assurant la basse live pour Symakya.
C'est ainsi que courant 2013, Nicolas Pélissier retrouve Kévin Kazek pour discuter de l'avenir du groupe. Alors que Kevin exposait son idée d'un concept inspiré par la pièce de théâtre Hamlet, Nicolas lui fit écouter des pistes déjà composées dans l'éventualité d'un futur album. Christophe Billon-Laroute, contacté peu de temps après cette entrevue, ne manifestait pas d'enthousiasme et restait pour le moment sceptique. Plus tard, il reconnaîtra qu'il ne pouvait pas ne pas faire ce disque vu la qualité du projet. Seul Julien Truttmann choisit de ne pas reprendre sa place de batteur. Il est très vite remplacé à ce poste par Thomas Das Neves (ancien membre d'Heavenly et batteur d'Akroma et de Deficiency) rencontré lors des réunions préparatoires à l'enregistrement du premier album de Symakya intitulé Majestic 12.
Ce nouvel opus se veut dans la lignée musicale de « l'ère viking », il en reprend les ambiances aux claviers, le type de mélodies, les constructions symphoniques et bénéficie surtout de la technicité acquise sur Ov Asylum. L'album porte le nom de The Wayward Son. Dans l'intervalle, et pour se rappeler au bon souvenir des fans de la première heure, Seyminhol, en accord avec le label Brennus, réédite Northern Recital et Septentrion's Walk en double album, Heathen Verse, début 2014. Cette réédition marque vraiment le retour du groupe sur le devant de la scène puisque 400 albums s'écoulent en seulement quelques semaines.

### The Wayward Son(2013–2015)
Après un enregistrement au Home studio Diabolus in Musica de Nicolas Pélissier, qui s'est étendu de juillet 2013 à décembre 2014, le 27 avril 2015 Seyminhol sort son nouvel album, The Wayward Son. Pour l'occasion, Seyminhol organise un concert promotionnel à Algrange, la ville natale de la formation, en présence du maire, soutien de longue date, des amis proches, de la famille et d'une foule de fans impatients de découvrir cette nouvelle offrande.
Wayward Son est l'adaptation de la tragédie Hamlet de William Shakespeare. Les Seyminhol ont réussi à condenser cette œuvre magistrale sur 19 pistes sans pour autant perdre l'essence même de l'histoire. Tout comme la pièce de théâtre originelle qui sert de support, l'album est divisé en actes et en scènes. Les grands moments de la tragédie y sont retracés avec justesse : l'apparition du fantôme du roi, le père d'Hamlet ; la célèbre réplique « Something is rotten in the State of Denmark » ; la simulation de la folie d'Hamlet ; la pièce de théâtre devant le roi usurpateur Claudius ; le monologue To be or not to be ; la mort de Polonius ; le complot final ; la scène du cimetière avec le fossoyeur et le crâne de Yorick ; le duel entre Hamlet et Laerte.
Musicalement parlant, The Wayward Son est une savante alchimie entre la technicité, la rythmique et la lourdeur développées sur Ov Asylum et la mélodie, la symphonie, et les structures acquises sur les albums de l'ère viking Northern Recital et Septentrion's Walk. Bien que foncièrement ancré dans le metal mélodique, l'album reprend des éléments de divers styles musicaux tels le heavy metal, le metal progressif, voire le black metal. En effet, quelques passages empruntent aux codes du black metal, notamment au niveau des ambiances, des sonorités et des instruments (The Agony of a King, The Death of Polonius). Les guitares sont plus présentes que sur les précédents albums avec de nombreux solis (Theatre of the Dream, The Conspiracy). L'un d'entre eux est d'ailleurs brillamment effectué par le guitariste virtuose Matthieu Morand. Les guitares classiques et acoustiques sont, elles-aussi, de la partie, et accompagnent plusieurs morceaux, notamment  la ballade Shadows of Death. Un autre instrument fait également son grand retour, le piano, rendant l'œuvre de Seyminhol plus émotionnelle que sur le précédent album.
Wayward Son contient moins d'instruments typiques que sur Septentrion's Walk, mais bénéficie de la présence de violons et de violoncelles dont le jeu contribue à renforcer l'aspect mélodieux, plus dans l'idée de la tragédie d'Hamlet et de son époque. Le chant est lui aussi beaucoup plus varié et mieux valorisé, accompagné par moments de chœurs féminins qui épousent le timbre de voix de Kevin Kazek (Into the Black Chamber, A Disguised Corpse). Ce dernier fait preuve d'une parfaite maîtrise de son chant et se permet quelquefois des montées lyriques très théâtrales. Le titre Poem for a Maid est un duo féminin/masculin qui mélange harmonieusement la voix cristalline de Sandra Galvano et le chant plus grave de Kevin. Joe Amore (Nightmare) apporte, lui aussi, sa contribution vocale à l'album en jouant le rôle du fossoyeur sur le titre Into the Cemetery (Act V, scene1).
Le titre The Duellist bénéficie d'un vidéo clip réalisé par Christian Bremont de la société Technical Spirit. Le livret et la première de couverture de l'album sont l'œuvre de Florent Le Guilliou du Chromatorium. L'album est toujours distribué par le label Brennus Music et, deux semaines après sa sortie, il reçoit déjà d'excellentes critiques de la presse spécialisée,,, qui laissent présager de bonnes choses pour l'avenir de Seyminhol. Roger Wessier de Replica assure la promotion du disque avec le soutien de Charles Zampol et le groupe se réunit à Paris en juin 2015 pour répondre aux questions nombreuses des magazines spécialisées : Metal Obs et Metallian offrent de belles interviews au groupe et le titre Mantle of Madness figure sur un sampler.
Plusieurs concerts suivent la sortie du disque dont une première partie remarquée, celle d'Evergrey devant plus de 700 personnes lors de la fête de la musique à Thionville. Seyminhol joue également dans plusieurs festivals (Le Havre, Nancy, Marseille, etc. ), offre une release partie exceptionnelle à Metz tout en précisant qu'il défendra son album sur tous les fronts. Une date en Suisse, programmée pour mai 2016, est d'ailleurs maintenue malgré les problèmes de santé de Kévin. C'est la chanteuse de Fourth Circle, Audrey Adornato qui assure la prestation avec brio. En juillet, grâce au soutien d'Amandine Kazmierczak (choriste sur Wayward son), Seyminhol joue au festival Rock' n' Roll Train à Longwy aux côtés de Lacuna Coil et de Dagoba,. En septembre 2016, pratiquement tous les albums en version physique se sont écoulés et plusieurs milliers de téléchargements ont été répertoriés.

### Changements et projets futurs (2016)
Malgré l'annonce du départ de son bassiste historique, Christophe Billon-Laroute, qui souhaite se focaliser sur son nouveau projet professionnel, Seyminhol continue d'être actif. Si dans l'esprit du groupe, Chris reste un membre à part entière, c'est aussi l'avenir qui compte désormais : rattraper le temps perdu est vraiment le leitmotiv de la formation. Ainsi, en avril 2016, Vianney Habert - qui officie au sein du groupe Deficiency avec Thomas Das Neves - remplace au pied levé Christophe et intègre la set-list du groupe en quelques jours afin d'assurer les différents concerts qui sont programmés. Il participe pleinement à la création du nouvel album et prend une part importante aux discussions concernant les modifications à apporter au clip The Duellist. Fort de cette énergie positive insufflée par leur nouveau bassiste, Seyminhol entre en studio en août 2016 afin de donner un digne successeur à The Wayward Son. Ce nouveau projet aura lui-aussi pour thème l'histoire d'Hamlet mais en privilégiant, cette fois, le personnage d'Ophélie. Pour cette raison, Kévin pensait, dans un premier temps, intituler ce disque Unfathomed Beauty. Finalement, il optera pour Ophelian Fields.
Le tournage du clip The Duellist est donc complètement repensé par Christian Brémont de la société Technical Spirit afin de coller davantage aux atmosphères du futur opus qui se focalisera sur la figure d'Ophélie, pendant féminin d'Hamlet. Johanna Scherrer joue le rôle de l'amante déchue et plusieurs amis proches prennent part au tournage. Une animation 2D est également intégrée au projet grâce au talent de Jérôme Brach et de Randy Agostini. Le clip, sorti le 29 septembre 2016, est entièrement filmé en 4K dans des lieux aussi variés que le château de Vianden, la bibliothèque bénédictine de Saint-Mihiel ou l'église Saint Martin de Montmédy. Une aide matérielle très précieuse apportée par l'opéra théâtre de Metz-Métropole a permis de bénéficier de nombreux costumes qui donnent à ce court-métrage une saveur particulière. Ce premier essai très concluant, tourné d'avril à juillet, est très bien accueilli par les amateurs de belles images, les fans inconditionnels du groupe et la critique. Il a surtout permis de faire connaître Seyminhol à un public différent et a donner envie au groupe de réitérer l'expérience. L'année 2016 a donc servi à confirmer tous les espoirs fondés sur le retour des membres.
En janvier 2017, une grande interview rétrospective à paraître dans le magazine polonais Heavy Metal Pages devrait retracer l'histoire de la formation depuis ses débuts. Deux dates de concerts exceptionnelles sont d'ores-et-déjà programmées pour 2017, ainsi que le tournage d'un second clip sous les auspices de Christian Brémont. Le nouvel album est en cours de finalisation et s'annonce très progressif.

### Ophelian Fields(2017-2019)
À la fin 2017, le groupe annonce un nouvel album, intitulé Ophelian Fields. Celui-ci s'inspire de la figure d'Ophelie et présente la tragédie de Shakespeare sous un angle plus féminin et métaphysique. Composé dans un état d'esprit plus libre, l'album sonne à la fois plus direct et plus progressif tout en proposant un mélange de styles et d'ambiances qui sont la marque de fabrique du groupe[réf. nécessaire]. Il est produit par Nicolas Pelissier et Kevin Kazek, avec le support de Christian Bremont, et annoncé pour février 2018, comme nouveau départ pour Seyminhol. En termes de chant, toutes les gammes vocales sont utilisées. Le groupe puise dans ses racines rock, hard FM, gothiques, atmosphériques, heavy/thrash et progressives pour proposer un disque sans commune mesure avec ce qu'il a pu réaliser par le passé. Mais le leitmotiv défendu par Seyminhol reste le même, l'émotion[réf. nécessaire].
Seyminhol présente son second clip Behind the Mask, tourné au château de Frauenberg (Sarreguemines), au château de Volkrange (Moselle), sur le site du Saint-Michel (situé route d’Angevillers) et au sein du cimetière de la petite commune de Sancy (Meurthe-et-Moselle). Réalisé en 4K, il présente l'histoire de façon condensée et très symbolique. Le groupe est plus présent, les costumes plus soignées et les lieux de tournage en extérieur sont privilégiés. Après seulement cinq heures d'exploitation, cette production originale est largement visionnée. Aujourd’hui elle a dépassé les 100 000 vues.
Le 17 février 2018, une vidéo lyrique présente le morceau Hidden Desire réalisé par Jérôme Brack, de la société Crazy Frie. C'est une approche très sensible et gothique que propose l'auteur à travers cette superposition d'images savamment choisies qui donnent le ton des atmosphères visuelles et sonores développées sur l'album Ophelian Fields.
Un album que le groupe souhaite défendre en live. Les concerts débutent en mai avec une première date à Toulouse en compagnie des amis d'Hybrid Harmony. Le 8 juin, Seyminhol ouvre pour Trust à Algrange, sa ville natale, devant 2 500 personnes[réf. nécessaire]. Fin août une date est annoncée en compagnie d'Evergrey et de Dark Tranquillity à Charmes, tandis qu'en octobre, le groupe accueillera dans le cadre d'une soirée spéciale, ses collègues d'Oblivion et de Satan Jokers le projet métal de Renaud Hantson. D'octobre 2018 à mai 2019, Seyminhol sera en tournée dans toute la France pour conquérir de nouveaux fans[réf. nécessaire]. Les critiques de Ophelian Fields dépassent toutes les espérances et une réédition de l'album est envisagée,,,,,,,,,. Par ailleurs, le groupe s'est déjà attelé à l'écriture du prochain concept et concocte un titre inédit pour la fin de l'année. Du côté de la formation, Thomas Das Neves souhaite quitter Seyminhol pour des raisons personnelles, son poste est attribué à Pierre Roellinger également batteur du groupe Kryzees. Ce départ est suivi par celui de Vianney Habert, remplacé par Christophe Billon-Laroute, qui fait ainsi son grand retour au sein du groupe dont il est un membre fondateur. Mais Seyminhol voit également le départ d'un membre fondateur en fin d'année 2018 : Kevin Kazek. En effet au cours de l'année ce dernier a fait part de ses difficultés grandissantes à concilier vie privée, vie professionnelle et vie musicale, toutes trois très actives et demandant énormément de temps et d'investissement personnel. Le 29 décembre 2018 le groupe officialise ainsi son départ et le 4 janvier 2019 Kevin est remplacé par Laurent Fabisz, également chanteur du groupe Kryzees.
Le 21 juillet 2019 Seyminhol, par la voix de son guitariste Nicolas Pélissier, annonce officiellement la fin du groupe. Après une carrière de plus de 28 ans, trois MCDS, cinq albums, plusieurs compilations, deux clips vidéo sous la houlette de Christian Brémont et plus de 200 concerts donnés en France, Belgique, Luxembourg, Suisse et Allemagne, les derniers membres originels choisissent de tirer leur révérence. 

### 2020-2023: nouveaux projets
Pour sa part, le chanteur originel Kévin Kazek décide de relancer Symakya, un projet power prog symphonique avec le guitariste Matthieu Morand (Elvaron, Akroma, La Horde, Dusk of delusion) et Thomas Das Neves qui assure les batteries sur le premier album du groupe et les deux derniers opus de Seyminhol (un nouvel album a vu le jour en 2024 et s’intitule « Project Eleven »). 
Quant à Nicolas Pelissier, il continue de proposer de nouvelles réalisations, notamment avec la reprise « Toss a coin to your Witcher » parue en 2020, chantée en duo par Mélissa Bonny ( Ex Evenmore, Rage of Light) et Ralph Scheepers (Ex Gamma Ray, Primal Fear).
Depuis peu, Nico officie au sein d’Antechaos qu’il a formé avec des ex-membres de Seyminhol: Chris Billon-Laroute et Dominique Calastretti puis Julien Truttmann. Outre une participation à la musique d’un jeu de société (Ragnarok Star) et à un titre en hommage au personnel soignant qui a lutté contre le Covid-19, ce nouveau groupe a sorti son premier album en 2022. Un disque puissant, très bien accueilli par la critique intitulé « Apocalypse ». En 2024, le deuxième effort studio d’Antechaos, Dystopies, reçoit les éloges de la presse internationale. 
L’identité Seyminhol reparaît quant à elle en décembre 2020 pour le jeu de plateau cité en référence pour lequel Kévin Kazek prête sa voix sur un titre. Actuellement, aucune collaboration pour la réalisation d’un sixième album n’a été annoncée. bien que les trois acolytes Chris Billon-Laroute, Nicolas Pelissier et Kevin Kazek aient été réunis dernièrement sur le tournage du nouveau clip du groupe de rap français IIIF. Groupe qui propose, sur son titre paru en novembre 2023), un morceau très proche de l’univers du neo-metal d’un Limb Bizkit. Un nouveau titre est en cours de préparation.

## Autres médias
Seyminhol est cité dans le livre L'Âge du métal écrit par Robert Culat aux éditions du Camion Blanc. Il est également cité dans l'ouvrage Hard rock, heavy metal, metal : histoires, cultures et pratiquants écrit par Fabien Hein. Jean-Jacques Jelot-Blanc cite Seyminhol en référence du Viking metal dans son livre Le tour du rock en 80 mots. Jérôme Alberola cite lui-aussi le groupe dans son ouvrage Anthologie du Hard Rock, de larme, de bruit et de fureur aux éditions Camion Blanc.

## Membres

### Membres actuels
- Kevin Kazek - chant (depuis 1992)
- Nicolas Pélissier - claviers (depuis 2000), guitare (depuis 2001)
- Christophe Billon-Laroute - basse (retour depuis juin 2018)

### Anciens membres
- Laurent Fabisz chant (2019)
- David Papp - batterie (1990-1992)
- Christophe Billon-Laroute - basse (1989-2016)
- Dominique Calastretti - chant (1989-1991), claviers (1991-1992), batterie (1992-2000)
- Marco Smacchi - guitare (1992-1997, 2000-2002)
- Eric Perron - guitare (1989-2002)
- Régis Reinert - guitare (1997-1999), guitare live (2004-2005)
- Julien Truttmann - batterie (2001-2010)
- Marc Etmanski - chants scandinaves (2001-2002)
- Déborah Hofer - chants féminins (2002-2010)
- Cyril Vincent - guitare live (2004-2005)
- Thomas Das Neves - batterie (2013-2018)
- Vianney Habert - basse (2016-2018)
- Pierre Roellinger - batterie (2018-2019)

### Projets parallèles
- Heresy (1999-2001) - Kevin Kazek, Nicolas Pélissier, Maxime Lehmann, Philippe Tezza.
- Edenn (2005-2007) - Kevin Kazek, Régis Reinert, Luc Reinert, Michael Kopp, Olivier Baldissera.
- Lord Siggi's Nothung (2005-2006) - Kévin Kazek, Alexander Landenburg, Siegfried Schussler.
- White Satin (2008-2009) - Christophe Billon-Laroute, Dominique Calastretti, Régis Reinert, Déborah Hoffer, Luc Reinert, Nicolas Pélissier.
- Snaked (2008-2015) - Régis Reinert, Luc Reinert, Julien Truttmann (2008-2013), Christophe Billon-Laroute (2008-2013), Kevin Kazek (2008-2010)
- Casus Belli (2009-2011) - Kévin Kazek, Marco Smacchi, Éric Peron, Peter Schack "Pets".
- Symakya (depuis 2008) - Kevin Kazek, Nicolas Pélissier, Thomas Das Neves, Matthieu Morand, Julien Kuhn.
- Velvet Cadillac (2008-2012) - Christophe Billon-Laroute, Dominique Calastretti, Régis Reinert, David Krebs.
- Deficiency : Thomas Das Neves, Vianney Habert
- Kryzees : Pierre Roellinger, Laurent Fabisz
- Antechaos : Laurent Fabisz, Nicolas Pelissier, Christophe Billon-Laroute, Maxime Boriolo, Dominique Calastretti (remplacé par Julien Truttmann depuis 2022).
- IIIF (Projet scandale X) : Axl Billon-Laroute, Tommy Billon-Laroute, Christophe Billon-Laroute, Kevin Kazek, Nicolas Pelissier….
- Dark Solaris : Regis Reinert, Luc Reinert, Cédric Boyon, Alex Quaranta, Stéphane Ferrari, Kevin Kazek.

## Discographie

### Albums studio
- 2002 : Northern Recital
- 2005 : Septentrion's Walk
- 2009 : Ov Asylum
- 2015 : The Wayward Son
- 2018 : Ophelian Fields

### Démos et EP
- 1993 : Poussière de lune (démo)
- 1996 : Thunder in the Dark (EP)
- 1999 : Indian Spirit (EP)
- 2001 : Nordic Tales (EP)

### Compilations
- 1998 : Metal Sessions vol. 1
- 2002 : Vae Victis IV
- 2006 : French Steel
- 2009 : French Metal[56]
- 2013: French Metal
- 2014 : Heathen Verse

## Clips
Seyminhol compte divers vidéo clips au fil de sa carrière à l'instar de tous les artistes musicaux.

### Clips vidéo
- Ode to Eternity : tiré de l'album Northern Recital, le clip est  essentiellement composé de prises de vues live filmées en noir et blanc.
- The Duellist : tiré de l'album Wayward Son, le clip est filmé en 4K et réalisé par Christian Brémont de la société Technical Spirit. Tout comme l'album, le clip s'inspire de Hamlet de Shakespeare et alterne scènes en costumes d'époque et prise de vue du groupe jouant le titre. Une animation 2D est intégrée au début du clip réalisée par Jérôme Brack et Randy Agostini de la société Crazy Fries.
- Behind the Mask : tiré de l'album Ophelian Fields, le clip est filmé en 4K et réalisé par Christian Brémont de la société Technical Spirit. Là encore il s'agit d'une adaptation condensée de Hamlet alternant des scènes reconstituées de la pièce de théâtre en costume et des prises de vue du groupe jouant le titre.

### Clips lyriques
- Mantle of Madness : tiré de l'album Wayward Son
- Hidden Desire : tiré de l'album Ophelian Fields, réalisé par Jérôme Brack de la société Crazy Fries